# Vinland Saga (альбом)
Vinland Saga (с англ. — «Сага о Винланде») — второй студийный альбом германо-норвежской группы Leaves’ Eyes выпущенный в 2005 году. Это концептуальный альбом, который рассказывает историю открытия Америки («Винланда») норвежским викингом Лейфом Эрикссоном.
Лимитированный диджипак содержит два бонус-трека: «Heal» и «For Amelie (New Version)», а также видеоклип на композицию «Elegy», интервью с участниками группы и документальные кадры создания альбома.
Запись, микширование, мастеринг альбома осуществлялись Алексом Круллем в студии Mastersound Studio. Музыка альбома написана Александром Круллом, Матиасом Рёдерером, Торстеном Бауером и Крисом Лухаупом. Тексты песен написаны Лив Кристин.

## Список композиций
| №   | Название                                 | Длительность |
| --- | ---------------------------------------- | ------------ |
| 1.  | «Vinland Saga»                           | 3:12         |
| 2.  | «Farewell Proud Men»                     | 4:04         |
| 3.  | «Elegy»                                  | 5:07         |
| 4.  | «Solemn Sea»                             | 3:44         |
| 5.  | «Leaves' Eyes»                           | 3:59         |
| 6.  | «The Thorn»                              | 4:05         |
| 7.  | «Misseri (Turn Green Meadows Into Grey)» | 3:50         |
| 8.  | «Amhrán (Song of the Winds)»             | 2:48         |
| 9.  | «New Found Land»                         | 3:28         |
| 10. | «Mourning Tree»                          | 4:03         |
| 11. | «Twilight Sun»                           | 3:22         |
| 12. | «Ankomst»                                | 3:55         |

Бонус-треки
| №   | Название                   | Длительность |
| --- | -------------------------- | ------------ |
| 13. | «Heal»                     | 3:58         |
| 14. | «For Amelie (New Version)» | 3:39         |

## Участники записи
- Лив Кристин Эспенес-Крулль — вокал
- Александр Крулль — гроулинг, клавишные, программирование, семплы
- Торстен Бауер — гитара. клавишные
- Матиас Рёдерер — гитара, клавишные
- Крис Лухауп — бас-гитара, клавишные
- Мориц Нойнер — ударные, перкуссия

### Приглашённые участники
- Jana Kallenberg — скрипка
- Timon Birkhofer — виолончель (в композиции «Elegy»), арфа (в композиции «Amhrán (Song of the Winds)»)
- Robert &Johannes Suf, Norman Sickinger, Christof Kutzers, Anders Oddsberg, Steven Willems, Simone sacco, Gunnar Sauermann, Sascha Henneberger, Markus Bruder, Jochen Steinsdorfer, Ralf Oechsle — хор в композиции «New Found Land»